# POFK Botev Vrața
OFC Botev Vrața (bulgară Ботев Враца), fondat în 1921, este un club bulgar de fotbal din Vrața, Bulgaria.

## Palmares
- Campionatul Bulgariei
  - Locul trei - 1971
  - Locul patru - 1985
  - Locul cinci - 1977